# Cremastus vierecki
Cremastus vierecki är en stekelart som först beskrevs av Cockerell 1903.  Cremastus vierecki ingår i släktet Cremastus och familjen brokparasitsteklar. Inga underarter finns listade i Catalogue of Life.